# PASELI
PASELI (apócope de Pay Smart Enjoy Life) es un servicio de crédito digital creado por Konami en 2010 para sus videojuegos en Arcade. Una cuenta de paseli contiene puntos y, actualmente, divisas, el cual un punto equivale a un Yen (¥), y puede ser utilizado para pagar crédito o también para pequeños pagos en algunos videojuegos que posean el servicio de PASELI. Ciertos arcades venden tarjetas paseli con ¥1000, los cuales pueden ser usados para agregar más puntos como saldo, sin la necesidad de una tarjeta de crédito o BitCash.
El 27 de marzo de 2012, ciertos arcades tenían cajeros automáticos del mismo, donde el usuario puede cargar ¥1000 a su cuenta Paseli simplemente pasando una tarjeta de e-AMUSEMENT PASS e insertando un billete de 1000 yenes. En abril de 2014 Konami incrementó el precio estándar de sus créditos para algunas regiones de Japón desde ¥100 a ¥120. El modo de insertar monedas físicas en ranuras todavía está disponible para jugar en esas máquinas; sin embargo, en la mayoría de sus videojuegos, el jugador será privado de un número de características a cambio de jugar por un precio más barato.
Desde mediados de marzo de 2016, algunos juegos arcade, inicialmente de BEMANI, aparece 2 opciones, en donde la segunda es más barata que la primera, pero con limitaciones de jugar con una moneda física.

## Historia

Logo oficial de Paseli.

Originalmente, PASELI se lanzó el 31 de marzo de 2010 junto con dos juegos, QUIZ MAGIC ACADEMY 7 y MAH-JONG FIGHT CLUB GARYO TENSEI (麻雀格闘倶楽部 我龍転生), siendo los dos únicos juegos respaldándolos en aquella vez. beatmania IIDX 18 Resort Anthem fue el primer videojuego arcade de Bemani en utilizar este servicio. En cuanto a los demás títulos de bemani lanzados desde ese entonces a la actualidad, también han incluido el servicio PASELI.
Mucho antes de Paseli, Konami utilizó el Konami Coin (コナミコイン) en abril de 2008. Fue únicamente usado para la personalización de personajes en QUIZ MAGIC ACADEMY 5 utilizando eAMUSEMENT. Poco después fue renombrado como PASELI en septiembre de 2009 durante las pruebas de localía de QUIZ MAGIC ACADEMY 7.

## Títulos con servicio Paseli
Los siguientes títulos de juegos arcades son los que utilizan el servicio PASELI:

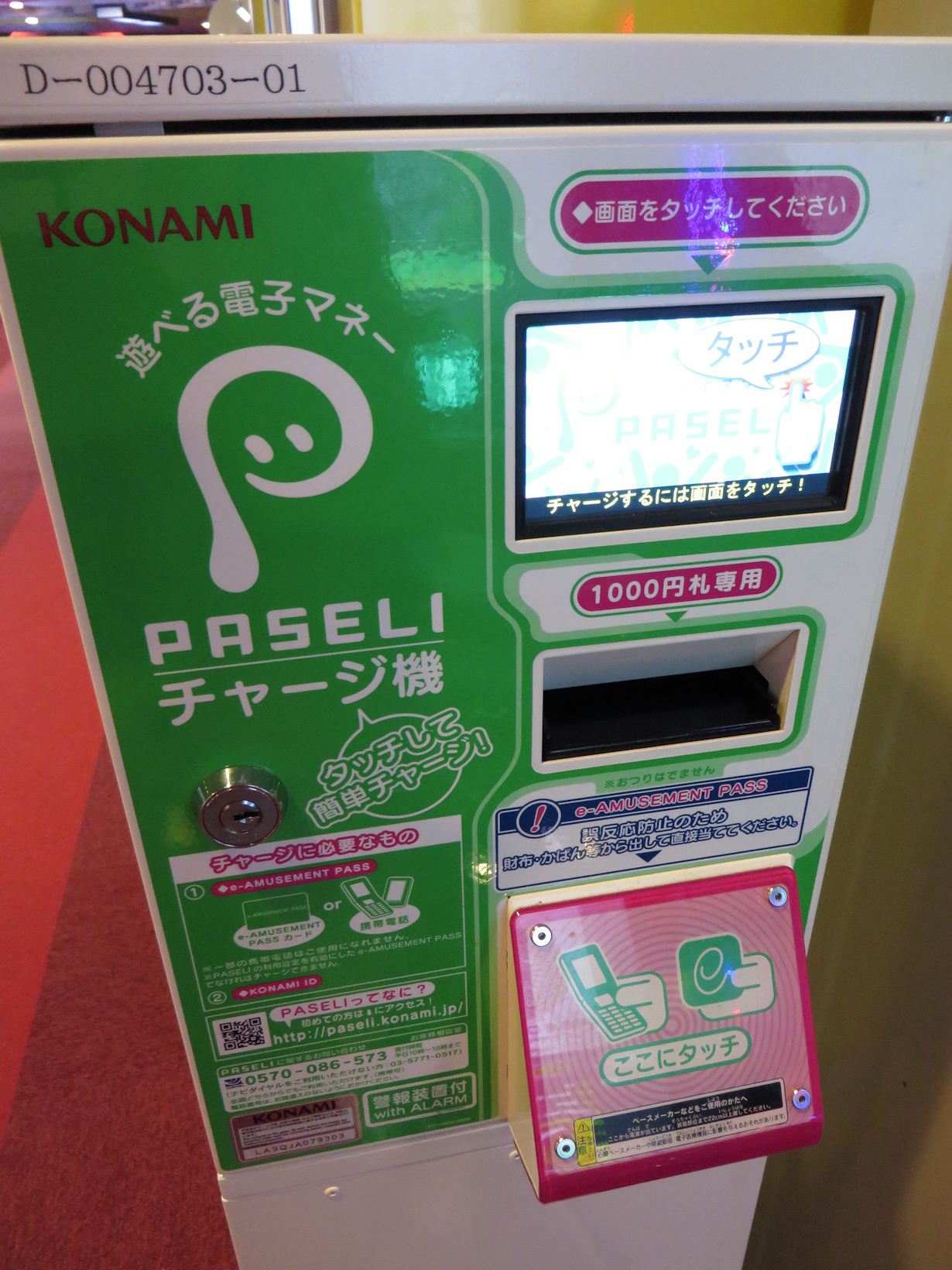
Un acercamiento a una máquina Paseli en detalle.

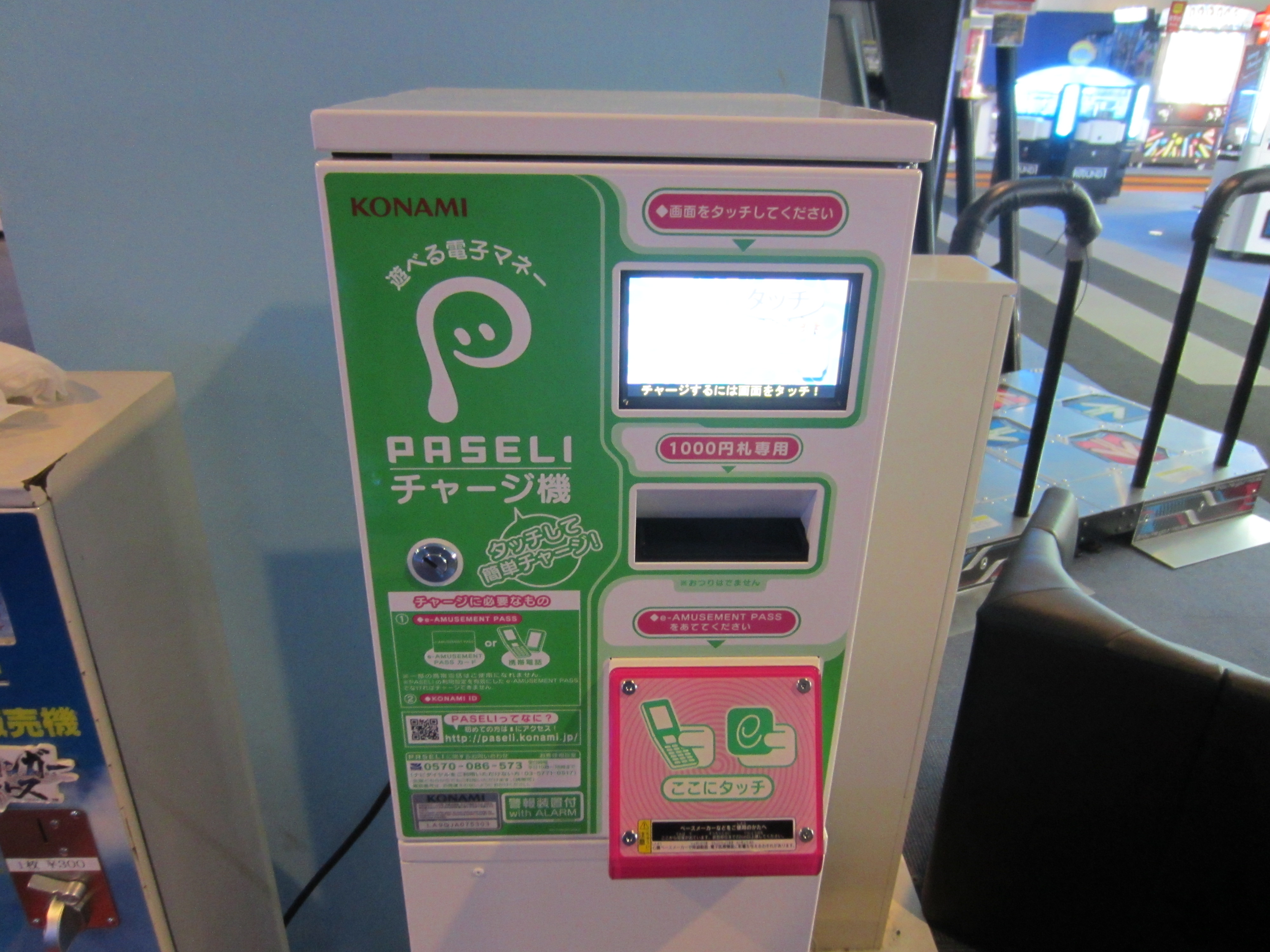
Una máquina de Paseli en un centro recreativo.

- QUIZ MAGIC ACADEMY (a partir de QMA 7)
- Mah-Jong Fight Club (a partir de 我龍転生)
- Road Fighters
- 天下一将棋会
- METAL GEAR ARCADE
- Steel Chronicle
- WORLD SOCCER Winning Eleven ARCADE CHAMPIONSHIP (a partir de la versión 2010)
- ETERNAL KNIGHTS (a partir de ETERNAL KNIGHTS TRUST)
- GI-GranDesire
- Anima Lotta
- SILENT SCOPE BONE-EATER
- オトメディウス
- LINE Disney Tsum Tsum
- モンスターストライク MULTI BURST

### Títulos de Bemani
- DanceDanceRevolution (a partir de X2)
- jubeat (a partir de knit)
- beatmania IIDX (a partir de beatmania IIDX 18 Resort Anthem)
- REFLEC BEAT
- pop'n music (a partir de 19 TUNE STREET)
- GuitarFreaks & DrumMania (a partir de XG2 Groove to Live)
- SOUND VOLTEX
- DanceEvolution Arcade
- ミ ラ イ ダ ガ ッ キ FutureTomTom
- BeatStream
- MÚSECA
- Nostalgia

## Uso del servicio
Primero, el usuario debe registrar un Konami ID y un pase de e-AMUSEMENT PASS para poder utilizar el servicio. Al momento de rellenar los datos, la región o nacionalidad debe marcarse como Japón. Luego para asociar la cuenta con e-Amusement, el número de la tarjeta y el PIN deben agregarse al sitio web eAMUSEMENT PASS members' website y marcar la casilla en PASELI 利用設定 (opciones de uso) para habilitarlo. También es posible agregar divisas ganadas de distintos arcades a la tarjeta como crédito.